# Lepthyphantes palmeroensis
Lepthyphantes palmeroensis är en spindelart som beskrevs av Jörg Wunderlich 1992. Lepthyphantes palmeroensis ingår i släktet Lepthyphantes och familjen täckvävarspindlar.
Artens utbredningsområde är Kanarieöarna. Inga underarter finns listade i Catalogue of Life.